# USS Florida (BB-30)
USS Florida (BB-30) – amerykański pancernik typu Florida, piąty okręt US Navy noszący nazwę pochodzącą od stanu Floryda.
Okręt zwodowano 12 maja 1910 w New York Navy Yard, matką chrzestną była córka byłego gubernatora Florydy. Wszedł do służby 15 września 1911, pierwszym dowódcą został komandor H. S. Knapp.
Po długotrwałym szkoleniu na Karaibach i wodach przybrzeżnych stanu Maine, 29 marca 1912 pancernik dotarł do Hampton Roads, by dołączyć do Floty Atlantyku jako okręt flagowy 1 Dywizjonu. Uczestnictwo w manewrach, szkoleniach floty i ćwiczeniach artyleryjskich oraz szkoleniach podchorążych (ang. midshipmen) powodowało, że „Florida” odwiedził wiele amerykańskich i karaibskich portów. Na początku 1914 coraz większe tarcia pomiędzy USA i Meksykiem spowodowały w końcu, że 16 lutego 1914 „Florida” zawinął do Veracruz i pozostawał tam podczas okupacji miasta. Jeden z członków załogi, Harry Beasley, otrzymał Medal Honoru. Pancernik odpłynął do Nowego Jorku w lipcu i podjął zwykłe działania w ramach Floty. W październiku został przeniesiony do 2 Dywizjonu.
Po przystąpieniu USA do I wojny światowej „Florida” odbył ćwiczenia na zatoce Chesapeake i udał się z 9 Dywizjonem Pancerników na wody europejskie, by dołączyć do brytyjskiej Grand Fleet w Scapa Flow. Spotkanie nastąpiło 7 grudnia 1917. Pancernik brał udział w manewrach i rejsach Grand Fleet oraz wypełniał obowiązki eskorty konwoju, wchodząc w skład 6 Eskadry Bojowej. W tej formacji doczekał do końca wojny. 20 listopada 1918 razem z Grand Fleet spotkał się z Hochseeflotte, by odeskortować poddające się okręty niemieckie do brytyjskich portów.
12 i 13 grudnia 1918 brał udział w eskortowaniu statku „George Washington”, na pokładzie którego do Europy na konferencję w Wersalu płynął prezydent Woodrow Wilson. Później okręt brał udział w wielkim zwycięskim przeglądzie Floty (ang. Victory Naval Review) na North River w Nowym Jorku pod koniec grudnia. 4 stycznia 1919 wrócił do Norfolk, by podjąć służbę pokojową. W maju popłynął na Azory i zbierał informacje pogodowe potrzebne do pierwszego przelotu wodnosamolotów marynarki amerykańskiej nad Atlantykiem, jakiego w tym miesiącu dokonali piloci Marynarki.
Na służbę okrętu w kolejnych latach, poza zwyczajnymi czynnościami, składały się m.in. obchody 300-lecia lądowania pielgrzymów w Provincetown, podroż do portów południowoamerykańskich i karaibskich z sekretarzem stanu R. Lansingiem, obowiązki okrętu flagowego dowódcy Control Force, operacje amfibijne z marines na Karaibach i rejsy szkoleniowe z podchorążymi.
Od 1 kwietnia 1925 do 1 listopada 1926 w Boston Navy Yard „Florida” był modernizowany. Pogrubiono pancerz pokładu, zastosowano bąble przeciwtorpedowe, zmieniono także układ artylerii średniego kalibru. Kotły opalane węglem zmieniono na kotły White-Forster opalane ropą. Dwa kominy połączono w jeden. Tylny maszt kratownicowy zmieniono na niższy maszt palowy i przeniesiono pomiędzy III i IV wieżę artylerii głównej. Cztery z szesnastu dział kal. 127 mm zamontowanych na sponsonach kadłuba zdjęto. Usunięto także dwie podwodne wyrzutnie torpedowe kal. 533 mm. Okręt służył jeszcze przez kilka lat, ale został usunięty ze służby zgodnie z ustaleniami londyńskiego traktatu morskiego z 1930.
16 lutego 1931 w Philadelphia Naval Yard pancernik został wycofany ze służby. Skreślono go z listy okrętów 6 kwietnia 1932 i złomowano w Filadelfii. Złomowanie ukończono 29 września 1932.
Srebrna zastawa z okrętu jest obecnie wystawiana na stałej ekspozycji w State Dining Room w rezydencji gubernatora Florydy. Dzwon okrętowy jest na wystawie w Ben Hill Griffin Stadium, na University of Florida.